# Calcasieu Parish
Das Calcasieu Parish (französisch Paroisse de Calcasieu) ist ein Parish im US-amerikanischen Bundesstaat Louisiana. Im Jahr 2020 hatte das Parish 216.785 Einwohner und eine Bevölkerungsdichte von 78,2 Einwohnern pro Quadratkilometer. Der Verwaltungssitz (Parish Seat) ist Lake Charles, benannt nach Charles Sallier, einem frühen Siedler in diesem Gebiet.

## Geografie

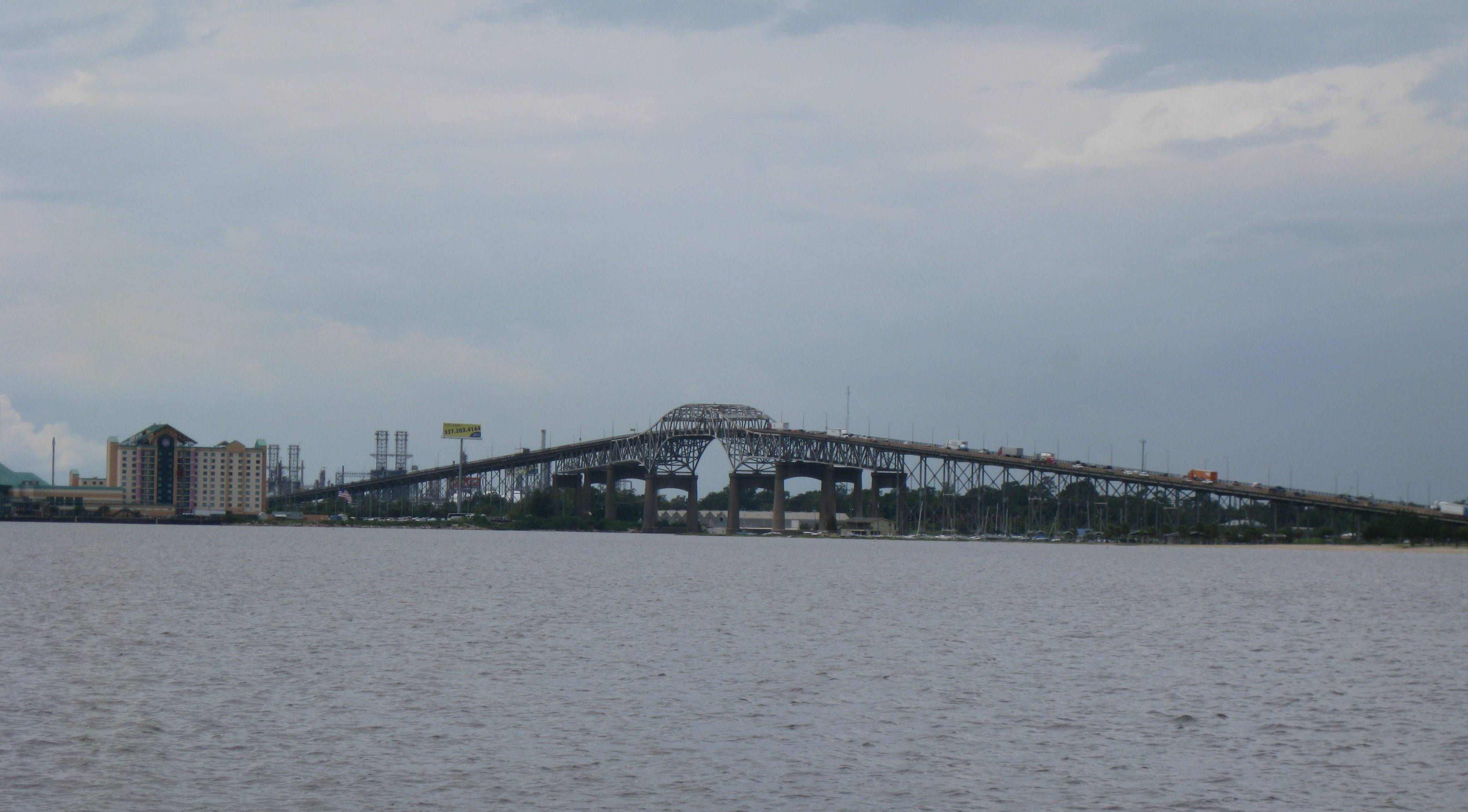
Brücke über den Calcasieu River

Das Parish liegt im Südwesten Louisianas, oberhalb der Mündung des Calcasieu River in den Golf von Mexiko. Im Westen wird das County vom Sabine River begrenzt, der zugleich die Grenze zu Texas bildet.
Das Parish hat eine Fläche von 2834 Quadratkilometern, wovon 60 Quadratkilometer Wasserfläche sind.
An das Calcasieu Parish grenzen folgende Nachbarparishes und -countys:
| Newton County (Texas) | Beauregard Parish |                        |
| Orange County (Texas) |                   | Jefferson Davis Parish |
|                       | Cameron Parish    |                        |

## Geschichte
Das Calcasieu Parish wurde 1840 aus Teilen des St. Landry Parish gebildet. Benannt wurde es nach dem Calcasieu River.

## Bevölkerung

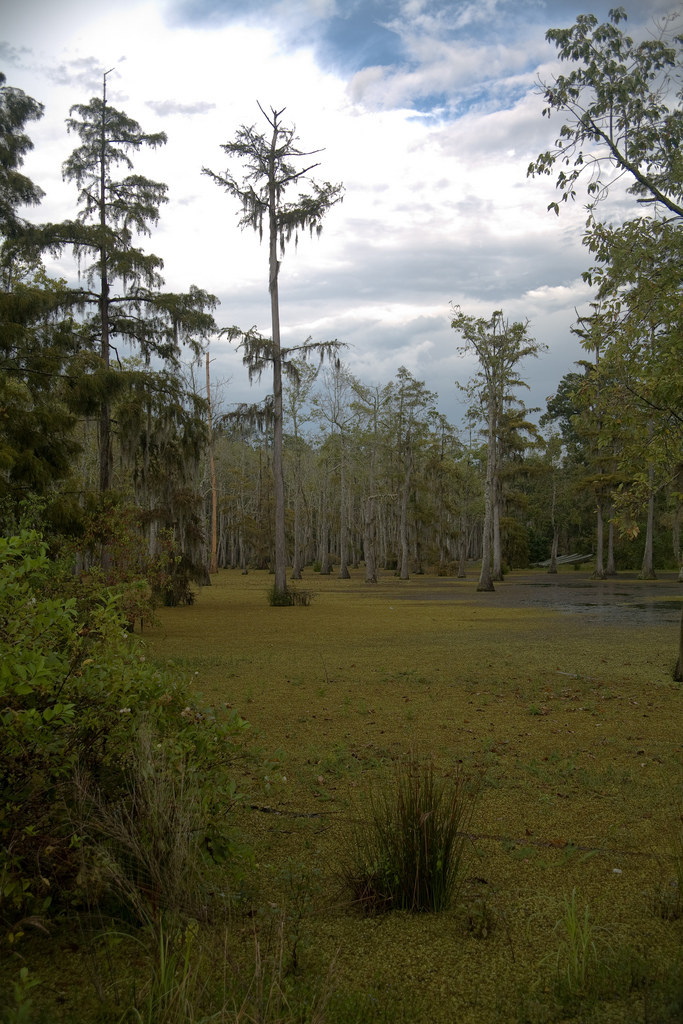
Der Sam Houston Jones State Park

Nach der Volkszählung im Jahr 2010 lebten im Calcasieu Parish 192.768 Menschen in 72.061 Haushalten. Die Bevölkerungsdichte betrug 69,5 Einwohner pro Quadratkilometer. In den 72.061 Haushalten lebten statistisch je 2,59 Personen.
Ethnisch betrachtet setzte sich die Bevölkerung zusammen aus 71,5 Prozent Weißen, 25,1 Prozent Afroamerikanern, 0,5 Prozent amerikanischen Ureinwohnern, 1,2 Prozent Asiaten, 0,1 Prozent Polynesiern sowie aus anderen ethnischen Gruppen; 1,7 Prozent stammten von zwei oder mehr Ethnien ab. Unabhängig von der ethnischen Zugehörigkeit waren 2,8 Prozent der Bevölkerung spanischer oder lateinamerikanischer Abstammung.
25,0 Prozent der Bevölkerung waren unter 18 Jahre alt, 61,8 Prozent waren zwischen 18 und 64 und 13,2 Prozent waren 65 Jahre oder älter. 51,2 Prozent der Bevölkerung war weiblich.
Das jährliche Durchschnittseinkommen eines Haushalts lag bei 43.614 USD. Das Pro-Kopf-Einkommen betrug 24.013 USD. 17,1 Prozent der Einwohner lebten unterhalb der Armutsgrenze.

## Ortschaften im Calcasieu Parish

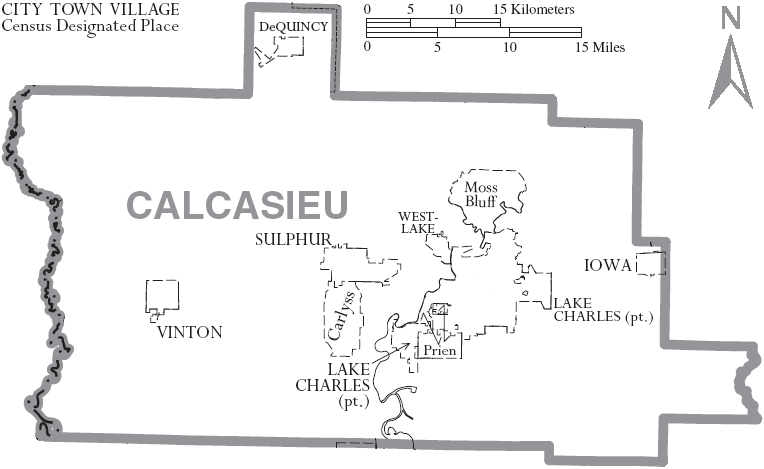
Gliederung des Calcasieu Parish

| Citys - DeQuincy - Lake Charles - Sulphur - Westlake | Towns - Iowa - Vinton |

Census-designated places (CDP)
| - Carlyss - Gillis - Hayes | - Moss Bluff - Prien - Starks |

Andere Unincorporated Communities
| - Ararat - Belfield - Bell City - Bellevue - Big Woods - Bon Air - Bridge Junction - Brimstone | - Buhler - Chalkley - Chloe - Edgerly - Ged - Goosport - Goss - Greinwich Village | - Hargrove - Hecker - Hipple - Hollywood - Holmwood - Illinois Plant - Le Bleu - Lockmoor | - Lucas - Lunita - Mallard Junction - Manchester - Maplewood - Moss Lake - Mossville - Newton | - Niblett Bluff - Perkins - Rose Bluff - Rossignol - Stegall - Toomey - University Place - Verret |

## Gliederung
Das Calcasieu Parish ist in 15 durchnummerierte Distrikte eingeteilt:
| Distrikt | Einwohner (2010) | FIPS     |
| -------- | ---------------- | -------- |
| 1        | 14.568           | 22-94027 |
| 2        | 11.845           | 22-94225 |
| 3        | 10.700           | 22-94405 |
| 4        | 11.771           | 22-94588 |
| 5        | 12.548           | 22-94786 |

| Distrikt | Einwohner (2010) | FIPS     |
| -------- | ---------------- | -------- |
| 06       | 13.550           | 22-94954 |
| 07       | 12.670           | 22-95113 |
| 08       | 14.274           | 22-95257 |
| 09       | 13.218           | 22-95374 |
| 10       | 14.432           | 22-95476 |

| Distrikt | Einwohner (2010) | FIPS     |
| -------- | ---------------- | -------- |
| 11       | 12.625           | 22-95554 |
| 12       | 13.429           | 22-95620 |
| 13       | 12.229           | 22-95671 |
| 14       | 12.137           | 22-95704 |
| 15       | 12.772           | 22-95728 |